# Список персонажей «Хроник Нарнии»
| # А Б В Г Д Е Ё Ж З И К Л М Н О П Р С Т У Ф Х Ц Ч Ш Щ Э Ю Я |

Здесь представлен список персонажей серии «Хроники Нарнии».

## А
- Азарот (англ. Azaroth) — тархистанское божество . («Конь…»)
- Азрух (англ. Azrooh) — тархистанец. («Конь…»)
- Аламбил (англ. Alambil) — «Леди Мира», планета (движущаяся звезда) в небесах над Нарнией («Принц Каспиан»)
- Алимаш (англ. Alimash) — тархистанский аристократ, кузен Аравиты. («Конь…»)
- Алмаз (англ. Jewel the Unicorn) — единорог, друг короля Тириана. («Последняя битва»)
- Анрадин (англ. Anradin Tarkaan) — тархистанец, тархан, желавший купить Шасту. («Конь…»)
- Аравита (англ. Aravis Tarkheena) — дочь тархистанского аристократа, потомка тархистанского тисрока, желавшего выдать её за другого тархистанского аристократа. Сбежала от тархистанцев, вышла замуж за Шасту (Кора) и стала королевой Орландии. («Конь…»)
- Лорд Аргоз (англ. Lord Argoz) — один из семи Великих Лордов Нарнии.(«Покоритель зари…»)
- Ардиб Тисрок (англ. Ardeeb Tisroc) — правитель Тархистана, пра-пра-пра-пра-прадед Аравиты. («Конь…»)
- Лорд Арлиан (англ. Lord Arlian) — убит Миразом. («Принц Каспиан»)
- Аршиш (англ. Arsheesh) — приёмный отец Шасты («Принц Каспиан»)
- Аслан (англ. Aslan) — Великий Лев, покровительствующий Нарнии. (Единственный персонаж, появившийся во всех книгах цикла)
- Ахошта (англ. Ahoshta) — 60-летний тархан злодейского народа тархистанцев, ставший впоследствии великим визирем и главным советником царя (тисрока). Мачеха Аравиты пыталась устроить ей свадьбу с Ахоштой. («Конь…»)
- Ашарта (англ. Axartha Tarkaan) — великий визирь, предшественник Ахошты. («Конь…»)

## Б
- Лорд Бар (англ. Lord Bar) — аристократ из Орландии. («Конь…»)
- Белая Колдунья (англ. White Witch, Джадис (англ. Jadis) — злая колдунья, королева Чарна и Нарнии. («Племянник чародея», «Лев…»)
- Лорд Белизар (англ. Lord Belisar) — убит Миразом («Конь…»)
- Мистер Бобр (англ. Mr. Beaver) — строитель плотины вблизи Биверсдама, первый нарниец, встретивший всех четырёх детей Пэвенси. Он и его жена предоставили детям кров и рассказали им о Нарнии, прежде чем привести их к Аслану. («Лев…»)
- Миссис Бобриха (англ. Mrs. Beaver) — (со своим мужем, мистером Бобром) предоставляет кров, питание, и сведения четырём детям Пэвенси. («Лев…»)
- Лорд Берн (англ. Lord Bern) — один из семи великих лордов Нарнии («Покоритель зари…»).
- Бетти (англ. Betty) — служанка Профессора Дигори Кёрка («Лев…»)
- Боровик (англ. Trufflehunter) — говорящий барсук, который заботится о Каспиане X, когда тот был ранен во время бегства от Мираза. Остаётся верным Аслану всегда. («Принц Каспиан»)

## В
- Вакх (Бахус, англ. Bacchus) — воплощённый дух вина и удовольствия («Принц Каспиан»)
- Волунс (англ. Voluns) — фавн, танцевавший для Каспиана X («Принц Каспиан»)
- Волтинус (англ. Voltinus) — фавн, танцевавший для Каспиана X («Принц Каспиан»)
- Юстэс Кларенс Вред (англ. Eustace Clarence Scrubb) — друг Нарнии. Родился в 1933 году по земному летосчислению. Родители — Гарольд и Альберта. («Покоритель зари…», «Серебряное кресло», «Последняя битва»)

## Г
- Гвендолен (англ. Gwendolen) — берунская школьница, последовавшая за Асланом. («Принц Каспиан»)
- Гирбиус (англ. Girbius) — фавн, танцевавший для Каспиана X. («Принц Каспиан»)
- Гленсторм (англ. Glenstorm, в других переводах Громобой) — кентавр, пророк и звездочёт. («Принц Каспиан»)
- Лорд Глозель (англ. Lord Glozelle) — советник Мираза, убитый в сражении королём Питером. («Принц Каспиан»)
- Голг (англ. Golg) — землюк («Серебряное кресло»)
- Гумпас (англ. Gumpas) — губернатор Одиноких островов, свергнутый Каспианом X. («Покоритель зари…»)
- Гэйл (англ. Gale) — десятый король Нарнии. («Последняя битва»)

## Д
- Дальнозор (англ. Farsight) — орёл, принесший плохие вести Тириану («Последняя битва»)
- Дар (англ. Dar) — орландский лорд, старший брат Даррина («Конь…»)
- Даррин (англ. Darrin) — орландский лорд, младший брат Дара («Конь…»)
- Диггл (англ. Diggle) — гном, предводитель отступников («Последняя битва»)
- Джадис (англ. Jadis, Белая Колдунья, англ. White Witch) — злая колдунья, королева Чарна и Нарнии. («Племянник чародея», «Лев…»)
- Эдит Джекл (англ. Edith Jackle) — информатор «банды» в Экспериментальной школе. («Серебряное кресло»)
- Рыжий (англ. Ginger) — кот, союзник обезьяна Хитра. («Последняя битва»)
- Лорд Дриниан (англ. Lord Drinian) — капитан «Покорителя Зари» («Покоритель зари…», «Серебряное кресло»)
- Думнус (англ. Dumnus) — фавн, танцевавший для Каспиана X («Принц Каспиан»)
- Джил Поул (англ. Jill Pole) — персонаж серии «Хроники Нарнии». Одноклассница Юстэса. Упоминается в двух книгах «Хроник Нарнии»: «Серебряное кресло» и «Последняя битва».

## З
- Зардинах (англ. Zardeenah) — тархистанская богиня «Леди ночь». Все незамужние женщины Тархистана посвящали себя ей. («Конь…»)
- Земляничка — см. Ягодка

## И
- Игого (в других переводах Бри, англ. Bree, полностью И-йо-го-го-и-га-га-га-а англ. Breehy-hinny-brinny-hoohy-hah) — говорящий конь. («Конь…»)
- Илгамут (англ. Ilgamuth) — тархистанец, убитый Даррином. («Конь…»)
- Илсомбрех Тисрок (англ. Ilsombreh Tisroc) — правитель Тархистана, пра-пра-пра-дед Аравиты. («Конь…»)
- Император-за-Морем (англ. Emperor-Over-the-Sea) — таинственный и сильный властитель Нарнии. Отец Аслана.

## К
- Камненог (англ. Stonefoot) — великан, вызванный Рунвитом для Тириана. («Последняя битва»)
- Каспиан I (англ. Caspian I, Каспиан Завоеватель, англ. Caspian the Conqueror) — первый король Нарнии из тельмаринов (после вторжения тельмаринов). («Принц Каспиан»)
- Каспиан VI (англ. Caspian VI) — пра-пра-дед Каспиана X; строитель замка Мираза. («Принц Каспиан»)
- Каспиан VIII (англ. Caspian VIII) — Отец Каспиана IX и Мираза. («Принц Каспиан»)
- Каспиан IX (англ. Caspian IX) — отец Каспиана X. («Принц Каспиан»)
- Каспиан X (англ. Caspian X, Принц Каспиан, англ. Prince Caspian, Каспиан Мореплаватель) — король Нарнии. Коронован королём Нарнии при помощи Аслана и детей Пэвенси. После этого он путешествует к краю мира на своем корабле «Покоритель Зари». Отец принца Рилиана. («Принц Каспиан», «Покортель зари…», «Серебряное кресло»)
- Дигори Керк (англ. Digory Kirke) — друг Нарнии, профессор. («Племянник чародея», «Лев…», «Последняя битва»)
- Колин (англ. Colin) — младший брат Коля, орладский аристократ. («Конь…»)
- Коль (англ. Cole) — старший брат Колина, орладский аристократ. («Конь…»)
- Кор (англ. Cor, он же Шаста, англ. Shasta) — король Орландии после Лума. («Конь…»)
- Кориакин (англ. Coriakin) — волшебник, управляющий охлотопами. («Покоритель зари…»)
- Корин (англ. Corin) — сын короля Лума Орландского, брат-близнец Кора, появившийся на свет на 20 минут позже. («Конь…»)
- Корнелиус (англ. Cornelius) — полугном-получеловек, наставник Каспиана X. («Принц Каспиан»)
- Королева Подземья (англ. Queen of Underland, англ. Lady of the Green Kirtle, англ. Queen of the Deep Realm) — королева, которая заколдовала принца Рилиана и планировала использовать его в заговоре с целью захватить Нарнию. («Серебряное кресло»)
- Коррадин (англ. Corradin) — тархистанец, убитый Эдмундом. («Конь…»)

## Л
- Королева Лилиан Белая Лебедь (англ. Queen Swanwhite) — королева Нарнии. Известно, что она правила "давно, ещё до Белой Колдуньи", но вряд ли была её непосредственной предшественницей. («Последняя битва»)
- Лилн (англ. Liln) — жена Олвина Орландского. («Конь…»)
- Осёл Лопух (в другом переводе — Глуппи; англ. Puzzle the Donkey) — лже-Аслан. («Последняя битва»)
- Лунный Свет (англ. Moonwood) — заяц, одарённый необыкновенно острым слухом. («Последняя битва»)
- Король Лум (англ. King Lune) — король Орландии, вдовец, отец Кора и Корина. («Конь…»)

## М
- Миссис Макриди (англ. Mrs. Macready) — экономка профессора Керка. («Лев…»)
- Маргарет (англ. Margaret) — служанка профессора Керка. («Лев…»)
- Лорд Мавраморн (англ. Lord Mavramorn) — один из семи Великих Лордов Нарнии. (Покоритель зари…)
- Ментиус (англ. Mentius) — фавн, танцевавший для Каспиана X. («Принц Каспиан»)
- Мираз (англ. Miraz) — король Нарнии, узурпировавший трон. Дядя Каспиана X. («Принц Каспиан»)
- Могрим (англ. Maugrim; в некоторых американских изданиях — Fenris Ulf) — волк, капитан тайной полиции Белой Колдуньи во время её 100-летнего правления. Убит королём Питером («Лев…»)

## Н
- Насус (англ. Nausus) — фавн, танцевавший для Каспиана X («Принц Каспиан»)
- Никабрик (англ. Nikabrik) — чёрный гном, который сражался вместе с Каспианом против Мираза. Был убит, когда попытался оживить Белую Колдунью. («Принц Каспиан»)
- Нименус (англ. Nimienus) — фавн, танцевавший для Каспиана X («Принц Каспиан»)

## О
- Обентиус (англ. Obentius) — фавн, танцевавший для Каспиана X («Принц Каспиан»)
- Лорд Октезиан (англ. Lord Octesian) — один из семи Великих Лордов Нарнии. (Покоритель зари…)
- Олвин (англ. Olvin) — легендарный орландский воин, победил двухголового великана и обратил его в гору. («Конь…»)
- Оррунс (англ. Orruns) — фавн. («Серебряное кресло»)
- Осунс (англ. Oscuns) — фавн, танцевавший для Каспиана X. («Принц Каспиан»)
- Отец Время (англ. Father Time) — великан, пробудившийся к концу мира. («Серебряное кресло», «Последняя битва»)
- Отец Рождество (англ. Father Christmas он же Санта) — даритель подарков. («Серебряное кресло», «Последняя битва»)

## П
- Пипичик (англ. Peepicheek) — второй мыш под началом у Рипичипа. («Принц Каспиан»)
- Полли Пламмер (англ. Polly Plummer) — друг Нарнии. («Племянник чародея», «Последняя битва»)
- Помона (англ. Pomona) — богиня, наложившая заклинание на яблоневый сад. («Принц Каспиан»)
- Джил Поул (англ. Jill Pole) — друг Нарнии. («Серебряное кресло» и «Последняя битва»)
- Марджори Престон (англ. Marjorie Preston) — одноклассница Люси. («Покоритель зари…»)
- Прунапризмия (англ. Prunaprismia) — жена Мираза. («Принц Каспиан»)
- Люси Пэвенси (англ. Lucy Pevensie) — друг Нарнии, королева Нарнии. («Лев…», «Конь…», «Принц Каспиан», «Покоритель зари…», «Последняя битва»)
- Питер Пэвенси (англ. Peter Pevensie) — друг Нарнии, Верховный король Нарнии, Лорд Кэр-Параваля, Император Одиноких Островов. («Лев…», «Принц Каспиан», «Последняя битва»)
- Сьюзен Пэвенси (англ. Susan Pevensie) — королева Нарнии. («Лев…», «Конь…», «Принц Каспиан»)
- Эдмунд Пэвенси (англ. Edmund Pevensie) — друг Нарнии, король Нарнии. («Лев…», «Конь…», «Принц Каспиан», «Покоритель зари…», «Последняя битва»)

## Р
- Рамблбаффин (англ. Rumblebuffin) — великан, принимал участие в Первой битве при Берунских Бродах. («Лев…»)
- Лорд Ревелиан (англ. Lord Revilian) — один из семи Великих Лордов Нарнии. (Покоритель зари…)
- Лорд Рестимар (англ. Lord Restimar) — один из семи Великих Лордов Нарнии. (Покоритель зари…)
- Рипичип (англ. Reepicheep) — мыш, принимал участие в сражениях с Каспианом X и в Плавании на край света. («Принц Каспиан», «Покоритель зари…», «Последняя битва»)
- Принц Рилиан (англ. Prince Rilian) — сын короля Каспиана X, его единственный наследник («Серебряное кресло»)
- Лорд Руп (англ. Lord Rhoop) — один из семи Великих Лордов Нарнии. (Покоритель зари…)
- Рэгл (англ. Wraggle) — сатир-изменник, убит Джил («Последняя битва»)

## С
- Сара (англ. Sarah) — домработница Эндрю, добродушная («Племянник чародея»)
- Силен (англ. Silenus) — сопровождающий Вакха, едет на осле. («Принц Каспиан»)
- Лорд Сопеспиан (англ. Lord Sopespian) — тельмарин, убитый Питером («Принц Каспиан»)
- Снежинка (англ. Snowflake) — лошадь Дамы в зелёном (колдуньи) («Серебряное кресло»)
- Спиввинс (англ. Spivvins) — школьный приятель Юстаса. («Серебряное кресло»)

## Т
- Тараторка (Типитапи) (англ. Pattertwig) — говорящая белка («Принц Каспиан»)
- Таш (англ. Tash) — верховное божество Тархистана, злая богиня. («Конь…», «Последняя битва»)
- Тириан (англ. Tirian) — последний король Нарнии и главнокомандующий нарнийской армией в битве при Хлеву. («Последняя битва»)
- Тисрок (англ. Tisroc) — титул верховного правителя (царя) Тархистана
- Торн (англ. Thornbut) — гном, посланный в атаку принцем Корином на момент вторжения тархистанцев в Орлдандию, и пытавшийся предотвратить вступление принца в бой
- Трампкин (Трам, англ. Trumpkin) — рыжий гном, искавший Пэвенси («Принц Каспиан», «Покоритель зари…», «Серебряное кресло»)
- Мистер Тумнус (англ. Mr. Tumnus) — фавн, друг Люси. («Лев…», «Конь…», «Последняя битва»)
- Тэкс (англ. Tacks) — работорговец на острове Фелимат («Покоритель зари…»).

## У
- Уголёк (англ. Coalblack) — конь принца Рилиана («Серебряное кресло»)

- Уинни (англ. Winnie) — говорящая кобыла Аравиты ("Конь и его мальчик")

## Ф
- Энн Фиверстон (англ. Anne Feathertone) — школьная подруга Люси. Энн ревнует по поводу дружбы Люси с Марджори Престон. («Покоритель зари…»)
- Франциск I (англ. Frank I) — первый король Нарнии, бывший лондонский извозчик. («Племянник чародея»)
- Франциск V (англ. Frank V) — король Нарнии, предположительно потомок Фрэнка I

## X
- Хмур (англ. Puddleglum) — квакль-бродякль, который вместе с Юстэсом и Джил искал пропавшего принца Рилиана. («Серебряное кресло»)
- Обезьян Хитр (в другом переводе — Подлус, англ. Shift) — обезьян, который побудил Осла Лопуха стать лже-Асланом, чтобы получить контроль на Нарнией. («Последняя битва»)

## Ш
- Шаста, англ. Shasta, он же Кор, англ. Cor) — сын короля Лума Орландского, брат-близнец Корина. («Конь…»)

## Э
- Эдвард (англ. Edward) — двоюродный брат Эндрю Кеттерли. («Племянник чародея»)
- Эмет Тархан (англ. Emeth Tarkaan) — тархистанский вельможа, дружественный нарнийцам. («Последняя битва»)
- Эрлиан (англ. Erlian) — отец короля Тириана и шестой король Нарнии в линии Рилиана. («Последняя битва»)

## Я
- Ягодка, в другом переводе Земляничка (Стрела) (англ. Strawberry позднее англ. Fledge) — кобыла кэбмэна Фрэнка, мать всех крылатых коней. («Племянник чародея»)